# Swiss Indoors 1979
Il Swiss Indoors 1979, noto anche come Davidoff Swiss Indoors per motivi di sponsorizzazione, è stato un torneo di tennis giocato sul cemento indoor. È stata la 10ª edizione del torneo e faceva parte del Colgate-Palmolive Grand Prix 1979. Si è giocato a Basilea in Svizzera dal 15 al 21 ottobre 1979.

## Campioni

### Singolare maschile
Brian Gottfried ha battuto in finale  Johan Kriek con il punteggio di 7–5, 6–1, 4–6, 6–3

### Doppio maschile
Bob Hewitt /  Frew McMillan hanno battuto in finale  Brian Gottfried /  Raúl Ramírez con il punteggio di 6–3, 6–4